# NEC PC-88 VA 2
NEC PC-88 VA 2 (PC-88 VA 2) је кућни рачунар, производ фирме NEC који је почео да се израђује у Јапану током 1987. године.
Користио је NEC PD9002 (компатибилан са Z80 и V30) као централни микропроцесор а RAM меморија рачунара PC-88 VA 2 је имала капацитет од 512 KB. 
Као оперативни систем кориштен је NEC PC-Engine.

## Детаљни подаци
Детаљнији подаци о рачунару PC-88 VA 2 су дати у табели испод.
|                       |                                                        |
| [ 1 ]                 |                                                        |
| Произвођач            |                                                        |
| Тип                   | кућни рачунар                                          |
| Меморија              | 512 KB                                                 |
| Поријекло             | Јапан                                                  |
| Година                | 1987                                                   |
| Тастатура             | тастатура са пуним помаком тастера са тастерима смјера |
| Процесор              |                                                        |
| Фреквенција процесора | 8                                                      |
| RAM                   | 512 KB                                                 |
| ROM                   | 768 (главна) / 512 (рјечник) / 288 (знакови)           |
| Текст                 | 80 x 25, 40 x 25                                       |
| Графика               | 640 x 400, 640 x 200                                   |
| Боја                  | 65536                                                  |
| Звук                  | YAMAHA YM-2608 (6 FM канала, 3 SSG канала, ADPCM)      |
| Димензије             | непознато                                              |
| Портови               |                                                        |
| Оперативни систем     |                                                        |